# Mausoleu de Safdar Jang
El mausoleu de Safdar Jang està situat al sud del centre antic de Nova Delhi (Índia).
Safdar Jang (1722-1754) era un alt dignatari d'origen persa de la cort de Mohammed Shah (emperador entre el 1720 i el 1748). La construcció d'aquest mausoleu fou promoguda pel fill de Safdar Jang.
Es tracta d'una de les darreres expressions d'aquesta mena d'edificis d'època mogol, que té el seu origen en el mausoleu d'Humayun. Com aquell edifici, aquest mausoleu també compta amb un acurat jardí al que hom accedeix per una portada monumental.
L'edifici principal és de planta quadrada, amb iwans d'entrada i torres als vèrtexs. Al bell mig hi destaca una gran cúpula bulbosa, característica d'aquest tipus d'edificis i d'aquesta regió.

## Galeria

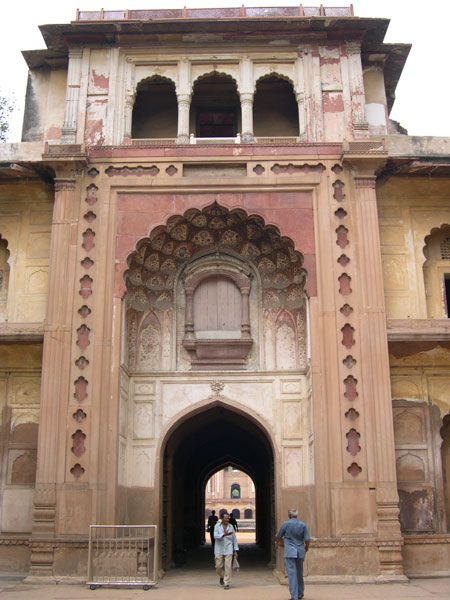
L'entrada al recinte
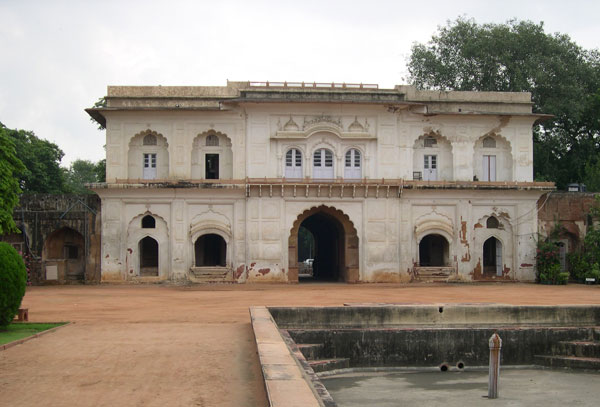
Pavelló d'entrada
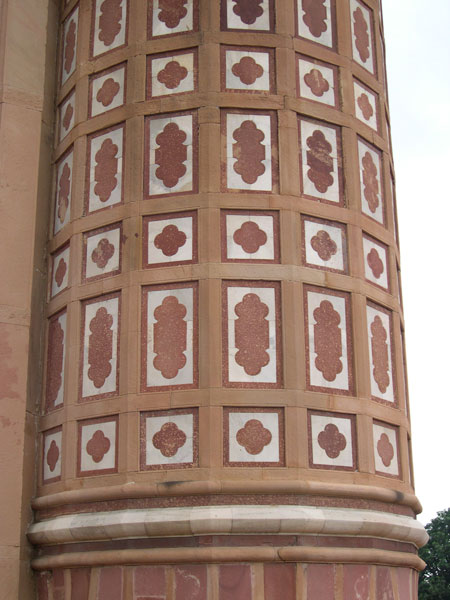
Detall de la decoració de les torres
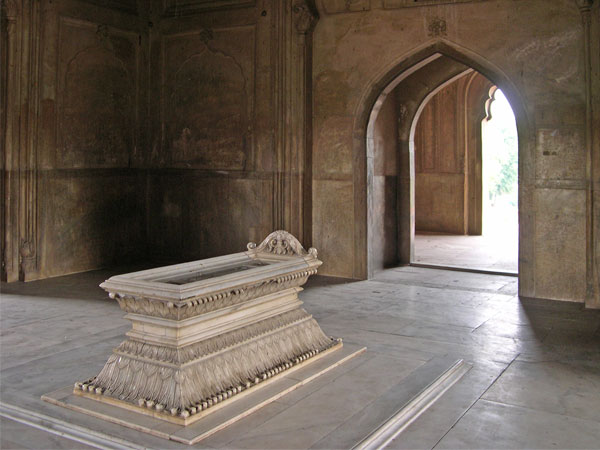
Interior del mausoleu